# Futbol'nyj Klub SKA Rostov-na-Donu
Il Futbol'nyj Klub SKA Rostov-na-Donu (in russo футбольный клуб СКА Ростов-на-Дону?, Club calcistico SKA di Rostov-sul-Don) è una società di calcio di Rostov sul Don, in Russia. SKA è l'acronimo di Sportivnyj Klub Armii, ovvero Club sportivo dell'Esercito; la squadra fu infatti fondata come sezione sportiva calcistica dell'Armata rossa di Rostov.
È la seconda squadra della città russa dopo il FC Rostov.

## Storia
Il club venne fondato il 27 agosto 1937 come RODKA, nome che mantenne fino al 1953 quando cambiò nome in ODO, mantenuto fino al 1956, per poi assumere il nome di SKVO nel 1959. L'anno seguente, il club assunse la denominazione attuale.
Lo SKVO raggiunse la prima divisione (la seconda serie) del campionato sovietico nel 1958, e lo stesso anno venne promosso nella massima serie, dove rimase ininterrottamente fino al 1973: in quegli anni raggiunse il terzo posto assoluto nel 1966.
Durante gli anni settanta e gli anni ottanta lo SKA veleggiò tra le due serie, e durante le ultime due stagioni della storia del campionato sovietico giocò in prima divisione.
Il maggior successo sportivo fu la vittoria della Coppa dell'Unione Sovietica nel 1981, finale della competizione raggiunta anche nel 1969 e nel 1971.
Dopo la dissoluzione dell'Unione Sovietica, il club ha sempre militato nelle serie inferiori del campionato russo.
Nel 2009 ha militato nel campionato di seconda divisione Russa. Dal campionato 2015/16 milita nella terzo ed ultimo torneo professionistico del campionato russo di calcio, nel  Girone Sud della Professional Football League.

## Strutture

### Stadio
Disputa le partite interne nello Stadio SKA SKVO, che ha una capacità di 27.300 spettatori.

## Calciatori

### Vincitori di titoli
Campioni d'Europa
- Viktor Ponedel'nik (Francia 1960)

## Organico

### Rosa 2011-2012
| N. |                   | Ruolo | Calciatore            |
| -- | ----------------- | ----- | --------------------- |
|    | Russia (bandiera) | D     | Aleksandr Gorbachev   |
|    | Russia (bandiera) | D     | Yevgeni Okhrimenko    |
|    | Russia (bandiera) | D     | Eduard Popov          |
|    | Russia (bandiera) | D     | Sergei Poteshkin      |
|    | Russia (bandiera) | D     | Anton Sacharov        |
|    | Russia (bandiera) | D     | Mnatsakan Tependizhev |
|    | Russia (bandiera) | D     | Oleg Tigiyev          |
|    | Russia (bandiera) | D     | Igor Trofimenko       |
|    | Russia (bandiera) | C     | Maksim Aleksandrin    |
|    | Russia (bandiera) | C     | Vladimir Chechulin    |
|    | Russia (bandiera) | C     | Vladislav Gagloyev    |

| N. |                   | Ruolo | Calciatore            |
| -- | ----------------- | ----- | --------------------- |
|    | Russia (bandiera) | C     | Fuad Geydarov         |
|    | Russia (bandiera) | C     | Vitali Glushchenko    |
|    | Russia (bandiera) | C     | Farkhad Gystarov      |
|    | Russia (bandiera) | C     | Stanislav Lebedintsev |
|    | Russia (bandiera) | C     | Aleksei Nikolayev     |
|    | Russia (bandiera) | C     | Sergei Sharov         |
|    | Russia (bandiera) | C     | David Shaumyan        |
|    | Russia (bandiera) | C     | Igor Zhegulin         |
|    | Russia (bandiera) | A     | Vyacheslav Bokov      |
|    | Russia (bandiera) | A     | Anton Kabanov         |
|    | Russia (bandiera) | A     | Aleksandr Lygin       |
|    | Russia (bandiera) | A     | Vardan Mazalov        |
|    | Russia (bandiera) | A     | Oleg Rezvan           |

## Palmarès

### Competizioni nazionali
- Coppa dell'Unione Sovietica: 1

1981
- Pervenstvo Professional'noj Futbol'noj Ligi: 1

2001

### Altri piazzamenti
- Campionato sovietico:

Secondo posto: 1966
- Pervaja Liga:

Secondo posto: 1974, 1978, 1983
- Coppa dell'Unione Sovietica:

Finalista: 1969, 1971
- Pervenstvo Professional'noj Futbol'noj Ligi:

Terzo posto: 1992 (Girone 2)